# Смуга руху

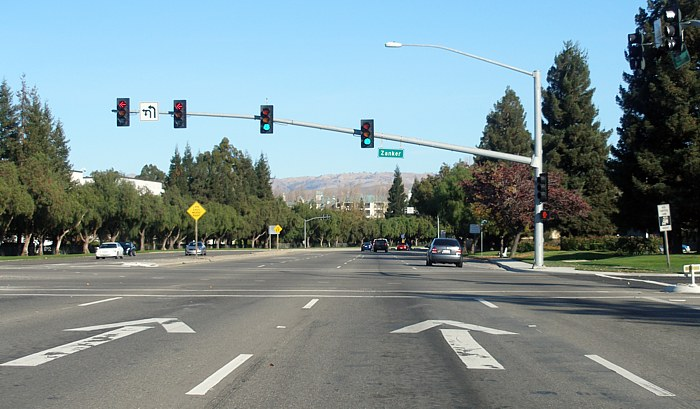
Три смуги руху, позначені стрілками

Сму́га ру́ху (англ. traffic lane) — поздовжня смуга на проїзній частині завширшки щонайменше 2,75 м, що позначена або не позначена дорожньою розміткою і призначена для руху нерейкових транспортних засобів.
Використовується однією чергою транспортних засобів для контролю та спрямування водіїв і зменшення конфліктів на дорозі. Більшість доріг загального користування (шосе) мають принаймні дві смуги, по одній для руху в кожному напрямку, розділені розміткою. На багатосмугових дорогах і двосмугових дорогах із завантаженістю смуги руху позначаються розміткою. Головні магістралі часто мають дві багатосмугові дороги, розділені посередині.
Деякі дороги та мости з дуже низьким рухом транспорту мають ширину менше 4,6 метрів і лише одну смугу. Транспортні засоби, що рухаються в протилежних напрямках, повинні зменшити швидкість або зупинитися, щоб роз’їхатися. У сільській місцевості їх часто називають сільськими доріжками. У містах провулки часто мають лише одну смугу. Міські та приміські односмугові дороги часто призначені для одностороннього руху.

Передбачувана ширина та висота в проекті дороги (у метрах)

## Ширина смуги

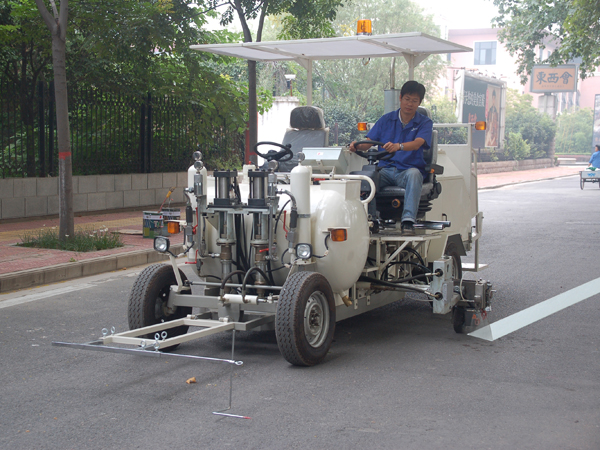
Нанесення розмітки на проїзжій частині

Ширина смуг для транспортних засобів зазвичай коливається від 2,7 до 4,6 метрів. Ширина смуг зазвичай вужча на дорогах з низьким рівнем руху, і ширша на дорогах з великою кількістю руху. Ширина смуги залежить від передбачуваної максимальної ширини транспортного засобу, з додатковим простором для забезпечення бокового руху транспортного засобу.

## Розмітка смуг

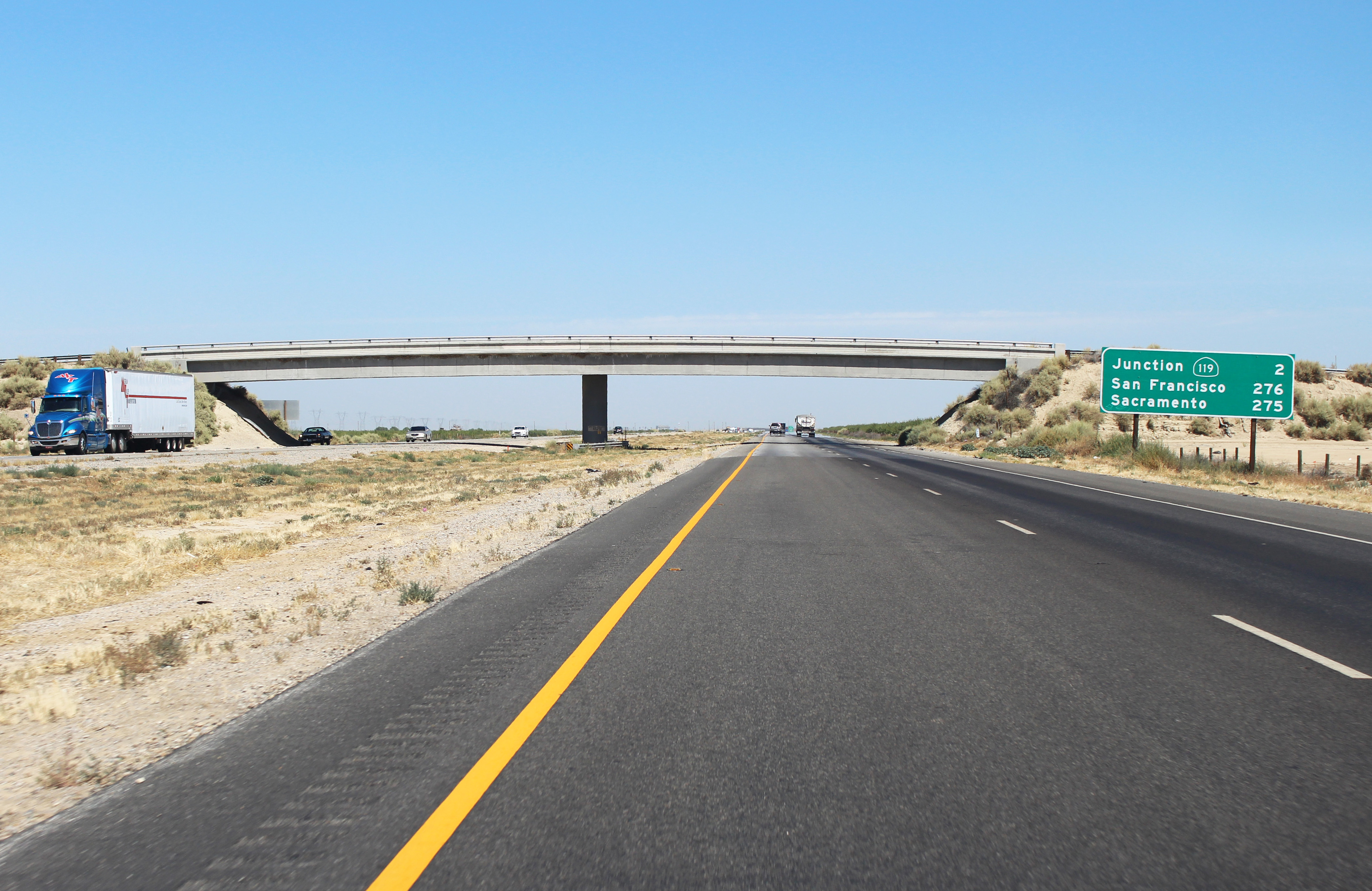
Типова сільська американська автострада (I-5 у Центральній долині Каліфорнії). Жовта лінія розташована зліва, пунктирна біла лінія посередині, суцільна біла лінія праворуч. Шумова смуга знаходиться зліва від жовтої лінії.

Пофарбована розмітка смуг, яка позначає одну лінію транспортних засобів для руху в межах руху, сильно відрізняється від країни до країни. У Сполучених Штатах, Канаді, Мексиці, Гондурасі, Пуерто-Рико, Віргінських островах і Норвегії жовті лінії відокремлюють рух у протилежних напрямках, а білі смуги відокремлюють рухи в одному напрямку; але це не так у багатьох європейських країнах.
Розмітка смуги – це здебільшого лінії, нанесені на дорожне полтно машиною для розмітки, яка може регулювати ширину розмітки відповідно до типу смуги.